# Curetis camotina
Curetis camotina är en fjärilsart som beskrevs av Hans Fruhstorfer 1908. Curetis camotina ingår i släktet Curetis och familjen juvelvingar. Inga underarter finns listade i Catalogue of Life.